# Rudolf Freund (Informatiker)
Rudolf Freund (geboren am 15. Jänner 1956 in Wien) ist ein österreichischer Informatiker und Mathematiker.

## Leben
Er schloss seine Schulausbildung am Gymnasium in Stockerau (Niederösterreich) mit dem Abitur (Matura) ab und studierte anschließend Mathematik und Medizin an der Universität Wien
und an der TU Wien. Im Jahre 1982 wurde er mit der Dissertationsschrift "N-dimensionale Sprachen" zum Dr. techn. promoviert. 1988 wurde er wissenschaftlicher Mitarbeiter am Institut für Informatik der TU Wien. In den Jahren 1993 und 1994 war er Gastprofessor an der Otto-von-Guericke-Universität Magdeburg.
Er habilitierte sich 1995 an der TU Wien mit der Arbeit "Array grammars - Theory and Applications". Seit 1996 ist er Professor am Institut (seit 2004 Fakultät) für Informatik der TU Wien und seit 2002 Mitglied des Senats der TU.
Er war 1992 Gründungsmitglied der Interessengruppe Automaten und Formale Sprachen der Gesellschaft für Informatik, und er organisierte in den Jahren 2000 und 2006 jeweils die Theorietage dieser Gruppe in Wien. Der von ihm im Rahmen der Summer of Formal Languages 2020  avisierte Theorietag 2020 musste wegen der durch die Ausbreitung des Coronavirus erforderlichen Beschränkungen abgesagt werden.
Rudolf Freund arbeitet und forscht auf dem Gebiet der Theoretischen Informatik, insbesondere zu Array- und Graphgrammatiken, verteilten Grammatiksystemen und molekularen Berechnungen (P-Systemen). Er ist Autor oder Mitautor von mehr als 150 wissenschaftlichen Artikeln.